# Сива грамада
Сива грамада е връх разположен във Витоша, България. Има височина 2003 m.